# Макенго, Жорди
Жорди́ Макенго́ Басамбунду́ (фр. Jordy Makengo Basambundu; род. 3 августа 2001, Сен-Дени) — французский футболист конголезского происхождения, защитник клуба «Фрайбург».

## Клубная карьера
Макенго — воспитанник клубов «Пари 13 Атлетико» и «Осер». В 2019 году он дебютировал за дублирующий состав последних. В 2021 году Макенго перешёл в немецкий «Фрайбург», где начал выступать за команду дублёров. 4 ноября 2023 года в матче против менхенгладбахской «Боруссии» он дебютировал в немецкой Бундеслиге.